# Castillo de Barcial de la Loma
El castillo de Barcial de la Loma se encuentra en la población de Barcial de la Loma, provincia de Valladolid, Castilla y León, España. En uno de los bordes de la carretera, dentro del conjunto urbano, se encuentra "La Fortaleza", llegando hasta la actualidad parte de sus cuatro paredes que formaban una torre en forma de cubo.

## Galería

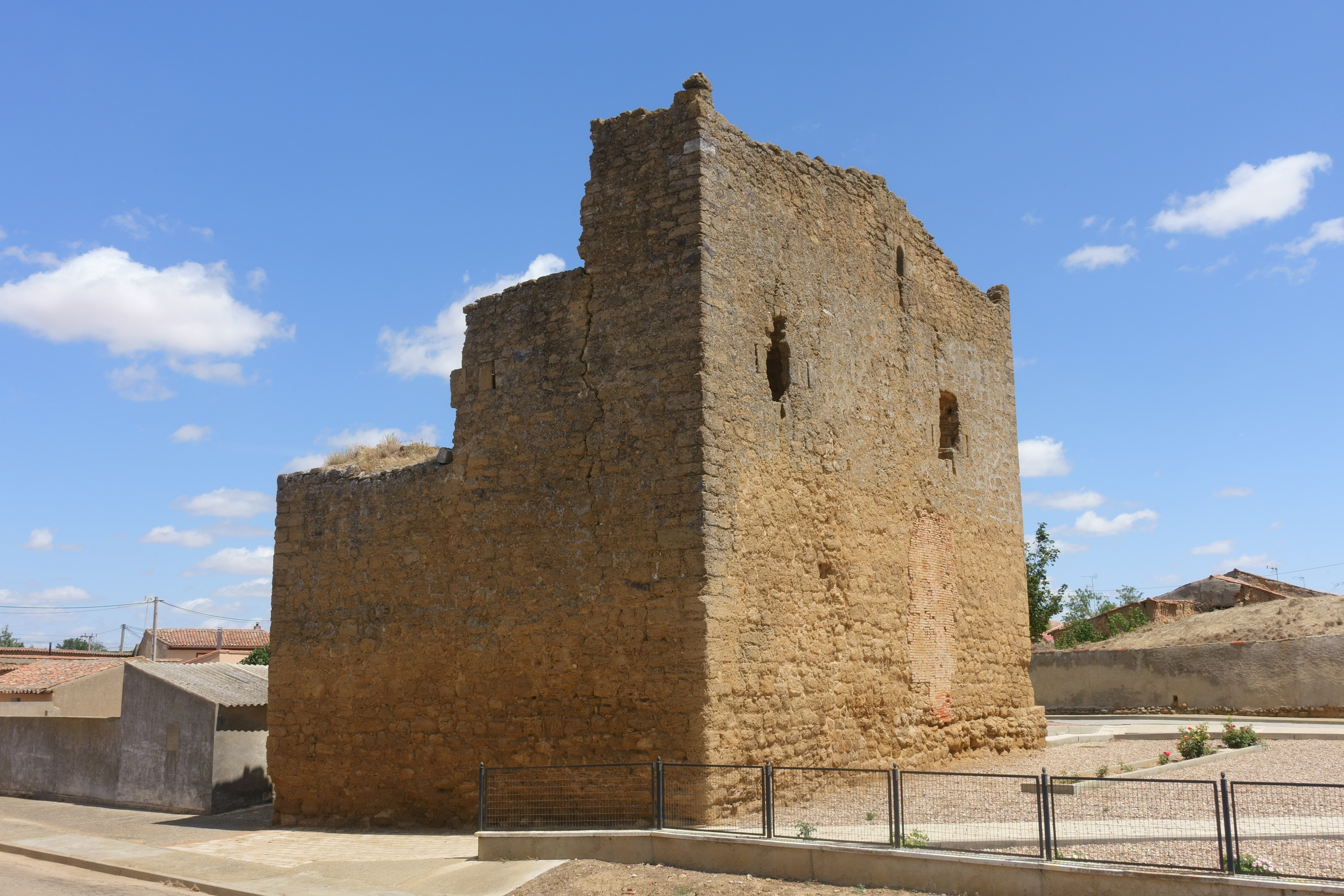
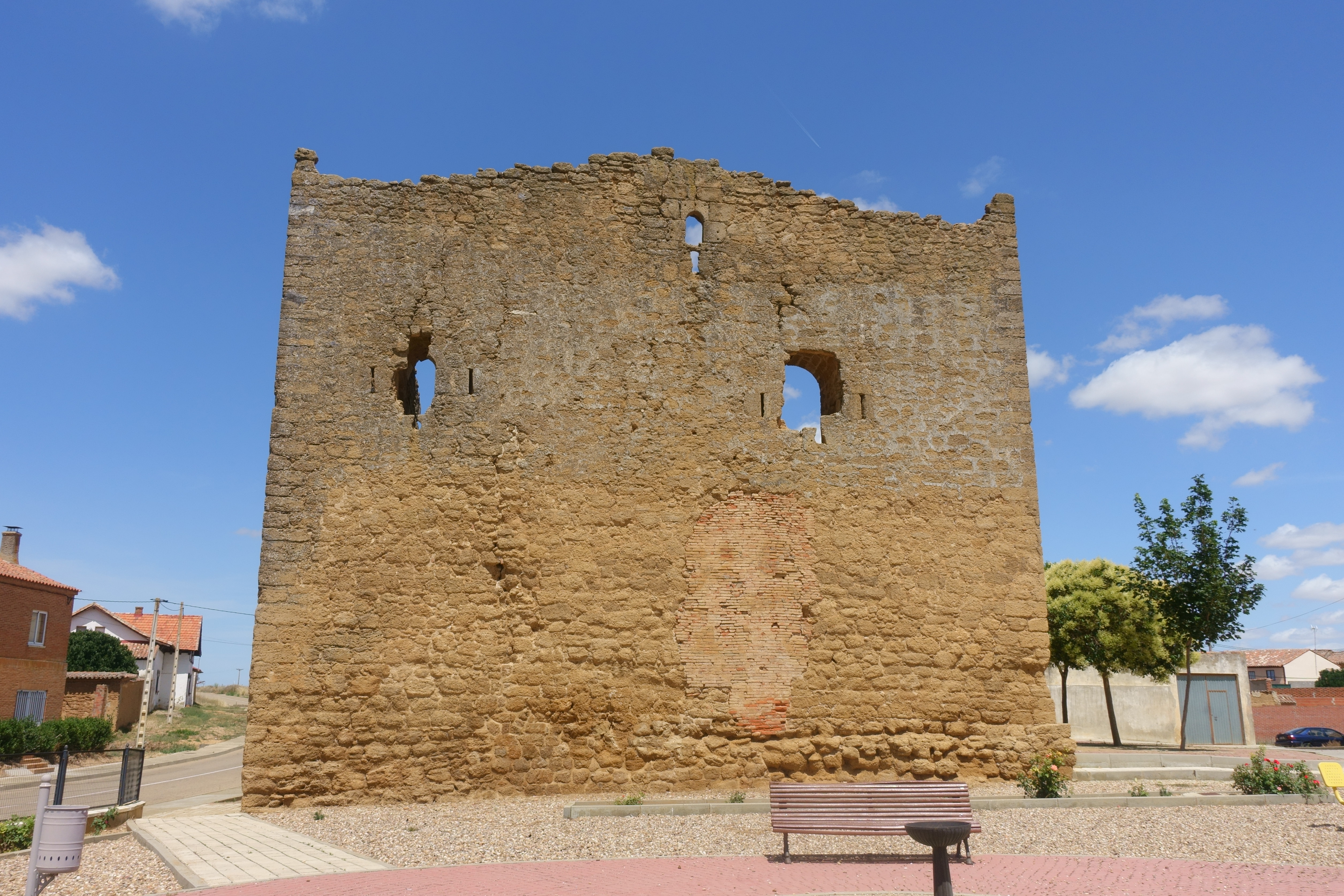